# Parco nazionale Vuntut
Il parco nazionale Vuntut (in inglese Vuntut National Park) è un parco nazionale situato nello Yukon, in Canada.

## Fauna
Nel parco nazionale ci sono lupi, alci, caribù, volpi, orsi grizzly, falchi pellegrini, girfalchi, orsi neri, buoi muschiati, aquile reali, linci canadesi, topi muschiati, ghiottoni, scoiattoli e martore americane